# ソ・イヒョン

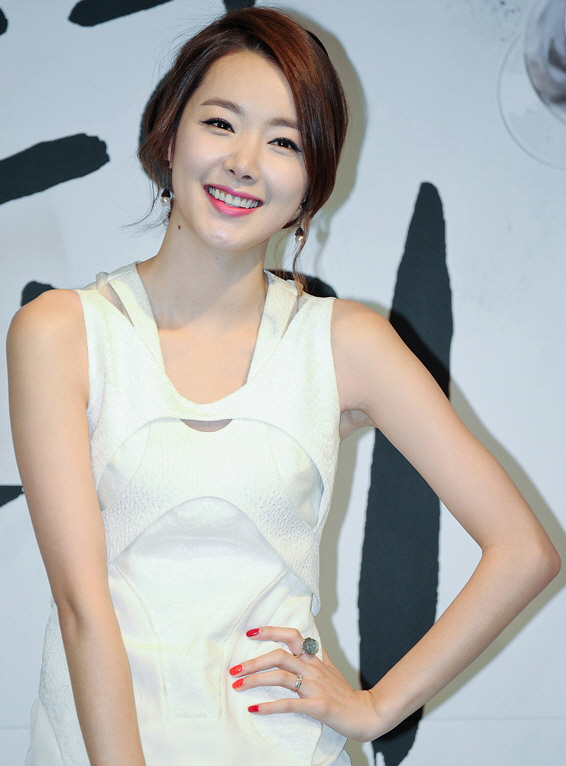
ソ・イヒョン

ソ・イヒョン（1984年8月28日 - ）は、韓国の女優。本名チョ・ウジョン（趙禑炡）。全羅北道全州市出身。身長170cm。夫は俳優のイン・ギョジン。
『復活』（2005年、KBS）や『オレのことスキでしょ。』（2011年、MBC）など、数多くのドラマ、映画に出演している。

## 出演

### ドラマ
- 黄色いハンカチ（2003年、KBS） - ユン・ナヨン役
- 天女と詐欺師（2003年、SBS） - ユン・ジナ役
- パンチ～運命の恋～（2003年、SBS） - オ・ヘミ役
- 4月のキス（2004年、KBS） - チャン・ジナ役
- 復活（2005年、KBS） - イ・ガンジュ役
- 特殊捜査日誌－1号館事件－（2006年、KBS） - パク・ヒヨン役
- 恋するハイエナ（2006年、tvN） - イ・ジョンウン、キム・ソヒャン役
- ビフォア＆アフター整形外科（2008年、MBC） - ホン・ギナム役
- ミンジャとエジャ－姉妹の事情－（2008年、SBS） - イ・チェリン役
- 太陽をのみ込め（2009年、SBS） - ユ・ミラン役
- 宝石ビビンバ（2010年、MBC） - クン・ルビ役
- グロリア（2010年、MBC） - チョン・ユンソ役
- オレのことスキでしょ。（2011年、MBC） - チョン・ユンス役
- 輝ける彼女（2012年、KBS） - チョン・ジヒョン役
- ハッピーエンディング（2012年、JTBC） - パク・ナヨン役
- 清潭洞（チョンダムドン）アリス（2012年-2013年、SBS） - ソ・ユンジュ役
- 君を守る恋～Who Are You～（2013年、tvN） - ヤン・シオン役
- 君の声が聞こえる（2013年、SBS）特別出演･弁護士役
- スリーデイズ～愛と正義～（2014年、SBS） - イ・チャヨン役
- 女の秘密（2016年、KBS） - カン・ジユ役
- アントラージュ（2016年、tvN）
- 偽りのフィアンセ（2018年-2019年、SBS） - チャ・スヒョン役
- 赤い靴（2021年、KBS） - キム・ジナ役

### 映画
- ある日突然－4週間の恐怖（2006年、韓国）キム・ジョンア役
- レストレス～中天～（2006年、韓国）ヒョ役
- トップスター（2013年、韓国）カン・ミナ役

## 受賞歴
- 2003年 「SBS演技大賞」ニュースター賞
- 2013年 「第2回大田ドラマフェスティバル」ベスト・パフォーマンス賞
- 2013年 「MBC放送演技大賞」ショー・バラエティ部門　女子優秀賞
- 2014年 「アジアモデル賞授賞式」ファッショニスタ賞
- 2014年 「SBS演技大賞」ミニシリーズ部門　女子優秀演技賞